# دوري الدرجة الأولى الأرجنتيني 1999–2000
دوري الدرجة الأولى الأرجنتيني 1999–2000 (بالإسبانية: Campeonato de Primera División 1999-00)‏ هو الموسم 70 من دوري الدرجة الأولى الأرجنتيني. أشرف على تنظيمه اتحاد الأرجنتين لكرة القدم، وكان عدد الأندية المشاركة فيه 20، وفاز فيه نادي أتلتيكو ريفر بليت.